# Escenario GNP Seguros

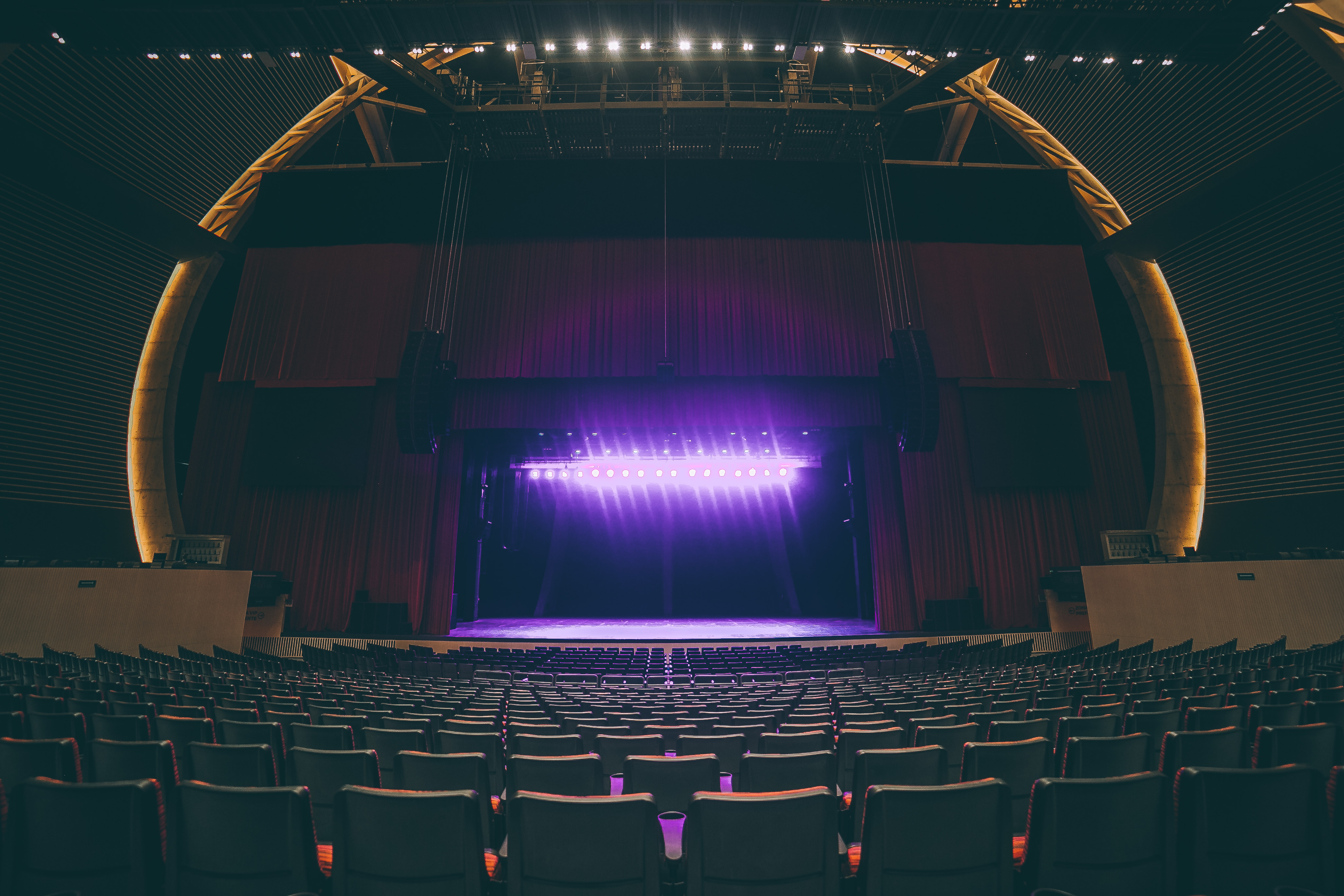
Escenario Auditorio Pabellón M

El Auditorio Pabellón M es un recinto de espectáculos localizado ubicado en el cruce de las avenidas Constitución y Juárez dentro del complejo Pabellón M, en la ciudad de Monterrey, Nuevo León, México.

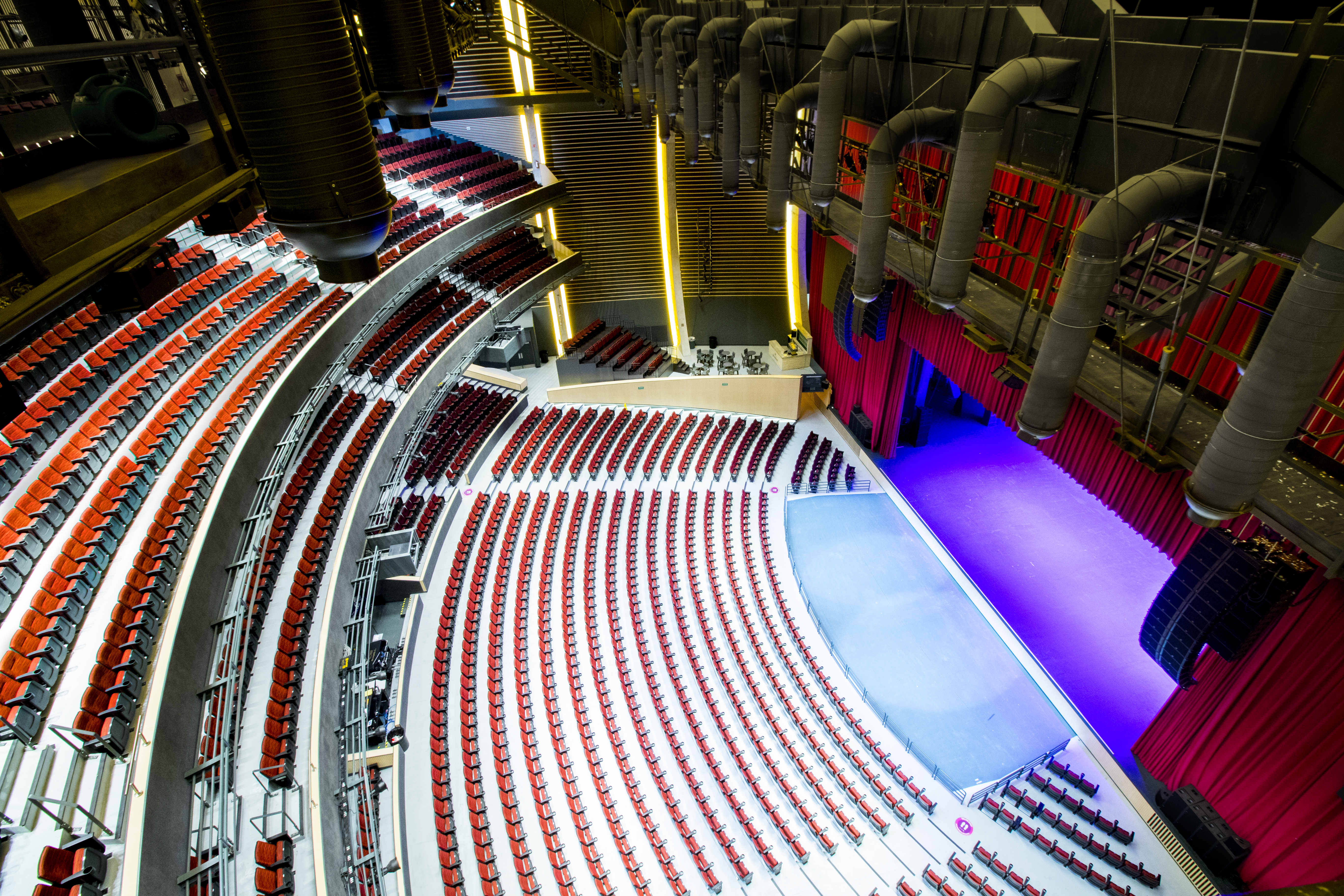
Butacas del Auditorio Pabellón M

Abrió sus puertas al público con un show inaugural el 30 de agosto de 2018 presentando al grupo mexicano Maná.
En diciembre de 2021. la revista Pollstar lo colocó como el recinto #1 de Latinoamérica en la categoría de Teatros y Auditorios, y #24 a nivel mundial dentro del Top 200 del Worldwide Ticket Sales 2021. Esto quiere decir que es el recinto con más boletos vendidos en el mundo fuera de los Estados Unidos.

## Arquitectura
El auditorio, que tiene forma de huevo, fue realizado con una estructura de acero y concreto con cartelas circulares y ovoides, visibles desde el vestíbulo y el interior.  El proyecto fue promovido por el Ingeniero Salomón Marcuschamer y diseñado por el arquitecto Agustín Landa Vértiz. Cuenta con un equipo de sonido de última generación (K2 de L’Acoustics, sólo existen cinco en América Latina), 8,000m2 de recubrimiento acústico, iluminación de alta tecnología, foso de orquesta completo (79 músicos) con sistema de elevación mecánico y tramoya automática con 34 varas. Asimismo, su versatilidad de aforo permite tener audiencias desde 1,000 hasta 4,200 personas con un lleno total.